# Neuer jüdischer Friedhof (Rožmberk nad Vltavou)

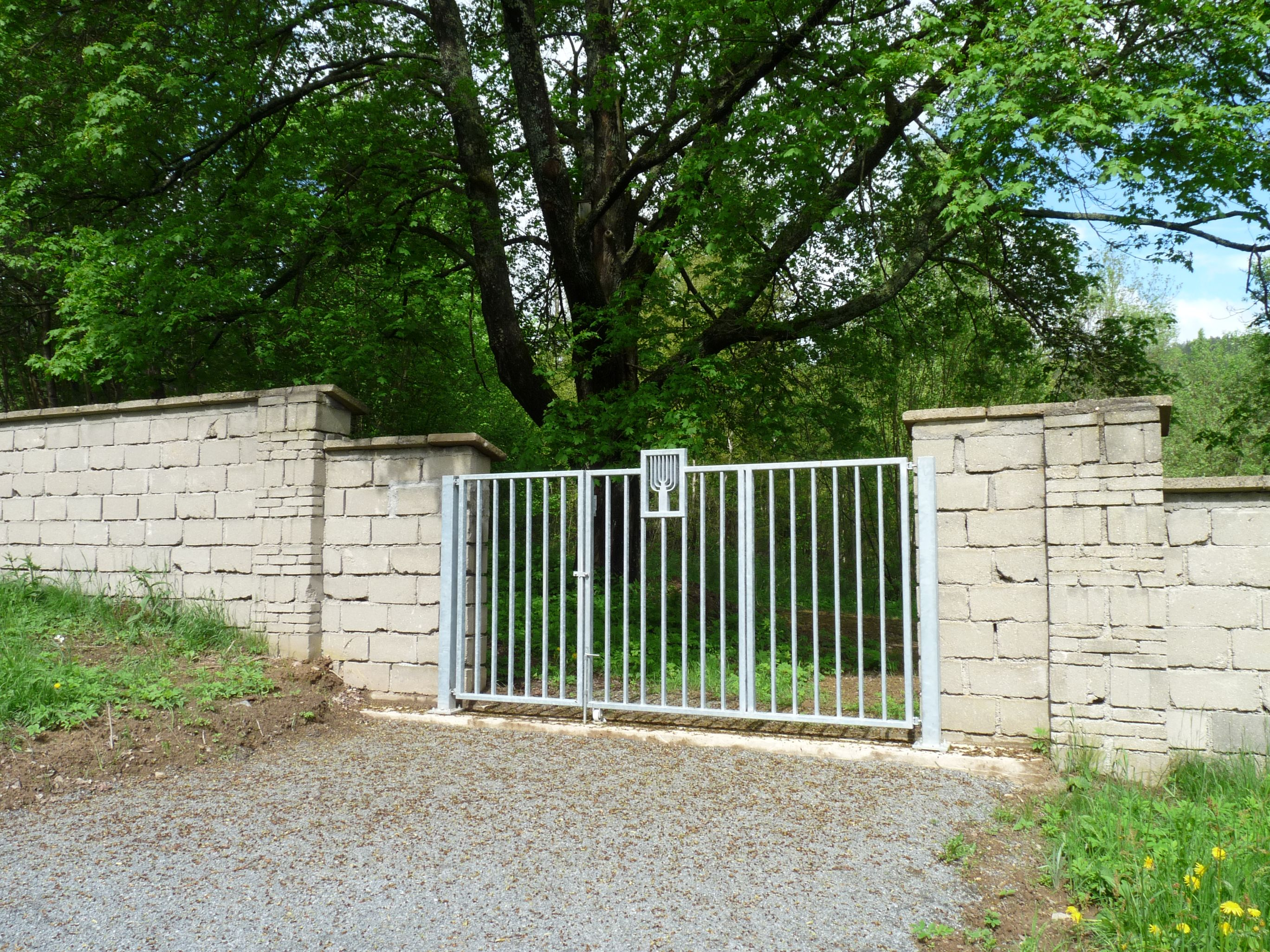
Eingang zum neuen jüdischer Friedhof in Rožmberk nad Vltavou

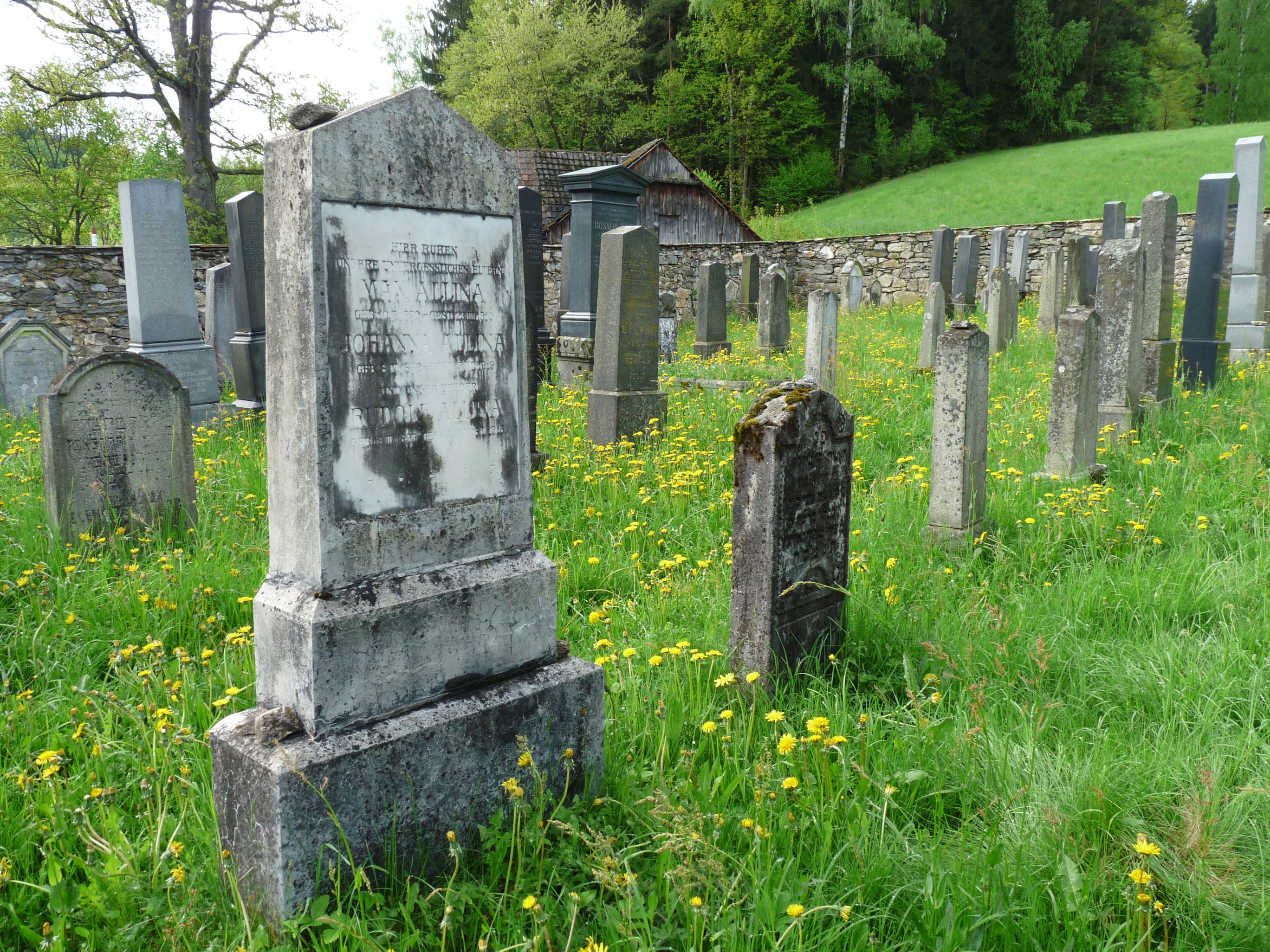
Grabsteine

Der Neue jüdische Friedhof in Rožmberk nad Vltavou (deutsch Rosenberg), einer Stadt im Okres Český Krumlov in Tschechien, wurde Ende des 19. Jahrhunderts angelegt. Der jüdische Friedhof liegt an der Krummauer Straße einen Kilometer nördlich von Rosenberg und ist seit 1988 ein geschütztes Kulturdenkmal.
Der neue jüdische Friedhof ersetzte den zu klein gewordenen Alten jüdischen Friedhof im Zentrum Rosenbergs. Auf dem Friedhof befinden sich heute noch circa hundert Grabsteine.